# Verebélÿ László Vasúttörténeti Egyesület Közhasznú Szervezet
A Verebélÿ László Vasúttörténeti Egyesület a vasút történetének ápolásával foglalkozó kaposvári nonprofit civil szervezet.

## Előzmények
A baráti kör kezdetben két fővel indult 1995. február 21-én. 1997. november 12-én átszerveződött és 10 alapító taggal egyesületté alakult. Ugyanebben az évben az egyesület tiszteletből felvette Kandó Kálmán nevét. 1999. április 30-án átalakulás történt, mert a Kandó Kálmán Egyesület megszűnt, és ennek utódja a jelenlegi Verebélÿ László Vasúttörténeti Egyesület lett.

## Az egyesület célja
A civil kezdeményezés céljai között szerepel a Somogy vármegyei meglévő és a már megszűnt vasútvonalak feltérképezése, valamint az ezzel kapcsolatos megmaradt anyagok összegyűjtése, bemutatása. A vasút népszerűsítésének keretein belül kiállítások szervezése. A vasút működésével kapcsolatos ismeretterjesztő foglalkozások tartása, más hasonló céllal létrejött szervezetekkel való rendszeres kapcsolattartás. Az ország és a vármegye vasúttörténetének megismerése, megismertetése, a vasútnak, mint lehetséges közlekedési eszköznek a népszerűsítése, történelmi kutatása. A környezetvédelem fontosságának hangsúlyozása, a környezetbarát közlekedés népszerűsítése, a vasút előnyének hangsúlyozása. A korszerű gyors megbízható vasúti közlekedés megvalósulásának elvi támogatása, a vasútmodellezés népszerűsítése. A tagok vasútmodellezéssel kapcsolatos anyagainak (információs anyagok, modellvasúti járművek és kiegészítőik) nem kereskedelmi jelleggel történő cseréjének segítése. A makettezéshez szükséges szakanyagok, folyóiratok, cikkek, modellfestékek stb. beszerzése és ezek rendelkezésre bocsátása az érdeklődők számára. Az ifjúság érdeklődésének felkeltése a vasút, mint hivatás iránt, segítségnyújtás a szakmai utánpótlás neveléséhez. A szervezet által Kapostüskeváron létrehozott vasúti gyűjtemény bővítése, állandó kiállítóhely működtetése a kapostüskevári vasúti megállóhely további parkosítása, szebbé tétele, szabadidő- és kisvasúti park létrehozása.
A szervezet Magyarországon ma az egyetlenegy hivatalosan bejegyzett vasúttörténeti egyesület.

## Az egyesület főbb tevékenysége
A MÁV-nál üzemelő gőz-, dízel-, villamos mozdonyok, motorvonatok, valamint az egyéb más vasúti járművek bemutatása. Vasúttörténeti előadások, modell-, makett- és vasúttörténeti kiállítások szervezése, lebonyolítása. Kapcsolatok felvétele a hasonló tevékenységet folytató szervezetekkel, egyesületekkel, baráti körökkel és klubokkal. Vasúti régiségek, relikviák gyűjtése, rendszerezése, vasúttörténeti kirándulások szervezése.
2016. július 16-án az egyesület emléktáblát avatott a Kapostüskevár megállóhely épületének falán annak emlékére, hogy 120 évvel azelőtt, 1896-ban nyílt meg a Kaposvár–Fonyód-vasútvonal.

## Társszervezetek
- Vasutas Települések Szövetsége, Mezőhegyes

## Partnere
- MÁV Zrt. Ingatlangazdálkodási Igazgatóság
- Magyar Közlekedési Klub

## Az Egyesület tagságai
- Kaposvári Civil Ház

## Tagok
- Brolly Péter
- Czuppor Attila
- Erdős Kornél
- Hahóti Márk
- Kemenczei Róbert
- Kelenföldi Ferenc
- Kemény Gábor
- Klaus Langbein
- Leuko Kornél
- Márkus Tamás
- Novák László
- Nehéz György
- Szabó Károly
- Szente Varga Domonkos
- Szíkla Dénes
- Szöllösi Attila
- Villás Csaba
- Z.Tóthné Katalin
- Orbán Jenő
- Pápai Péter